# Suwaibou Sanneh
Suwaibou Sanneh (ur. 30 października 1990 w Brikamie) – gambijski lekkoatleta, sprinter, którego specjalizacją jest bieg na 100 metrów. Jego rekord życiowy na tym dystansie wynosi 10,16 (były rekord Gambii). 
W 2008 wystartował w swojej koronnej konkurencji na Letnich Igrzyskach Olimpijskich w Pekinie. Z czasem 10,52 sek. nie zakwalifikował się jednak do drugiej rundy konkursu, zajmując piąte miejsce w swoim biegu eliminacyjnym. W 2012 podczas igrzysk olimpijskich w Londynie odpadł dopiero w półfinale 100 metrów ustanawiając rekord kraju – 10,18 sekundy. Był również uczestnikiem Mistrzostw Świata w 2009, 2011 i 2013 roku. Na żadnej z tych imprez nie zakwalifikował się do drugiej rundy konkursu.